# Route nationale 82 (Estonie)
Pour les articles homonymes, voir Route nationale 82.
La route nationale 82 (Tugimaantee 82) est une route nationale estonienne reliant Tareste (en) à Lehtma. Elle mesure 7 km.

## Tracé
- Comté de Hiiu
  - Tareste (en)
  - Lehtma